# Nyctonympha howdenarum
Nyctonympha howdenarum är en skalbaggsart som beskrevs av Martins och Maria Helena M. Galileo 1992. Nyctonympha howdenarum ingår i släktet Nyctonympha och familjen långhorningar. Inga underarter finns listade i Catalogue of Life.